# Campoplex rufinus
Campoplex rufinus là một loài tò vò trong họ Ichneumonidae.